# شهرک حلب
شهرک حلب در بخش انگوران شهرستان ماهنشان استان زنجان قرار گرفته است.
صفحه اینستاگرام شهرک حلب
روستای حلب از دو قسمت سفلی و علیا تشکیل شده است . 
روستا جدید بوده و از محل قبلی حدود 5 کیلومتر جابه جا شده است . 
دارای مدرسه ، مسجد ، غسالخانه و ... بوده و به علت‌ مجاورت به معدن سرب و روی انگوران یکی از مشاغل اصلی مردم کار در معدن در مشاغل متفاوت می باشد . 
دامپروری آن در گذشته ها یکی از مشاغل مهم  مردم بوده و بسیاری از اهالی دارای دسته های بزرگی از دام سبک بوده اند .
تولید عسل و پرورش کرم ابریشم یکی دیگر از مشاغل مردمان آن است .
روستایی واقعا سرسبز و پر آب بوده و یکی از پرجمعیت ترین روستای های غرب کشور می باشد. 
دارای شورای روستایی بوده و در سال 1402 حدود 3500 نفر جمعیت آن برآورد می شود .